# Vincenzo Giustiniani

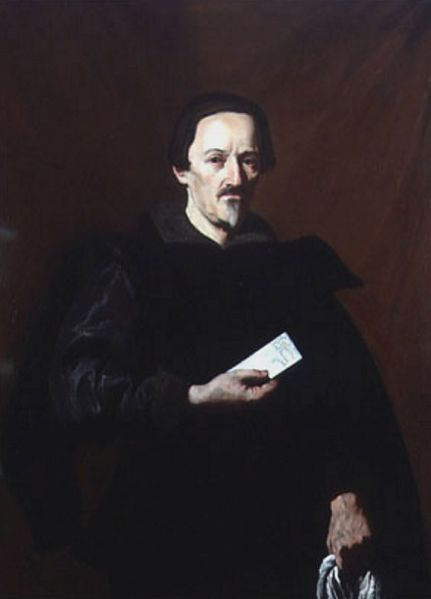
Vincenzo Giustiniani, retrato de Nicolas Régnier (c. 1630).

El marqués Vincenzo Giustiniani (13 de septiembre de 1564-27 de diciembre de 1637) fue un aristócrata, banquero, coleccionista de arte e intelectual italiano, conocido por la colección de arte y antigüedades que reunió junto a su hermano, el cardenal Benedetto Giustiniani, y por su patrocinio de Caravaggio y los pintores caravaggistas.

## Biografía
Hijo de Giuseppe Giustiniani, el último propietario genovés de la isla egea de Quíos que, tras ser ocupada por los otomanos en 1566, se estableció en Roma como banquero, Vincenzo se ocupó de continuar con el negocio familiar en tanto su hermano mayor, Benedetto, entró al servicio de la Iglesia y fue nombrado cardenal en 1586. Los dos hermanos fueron mecenas de artistas y su colección llegó a ser una de las más importantes de su tiempo. A su muerte contaba con más de 300 cuadros (entre ellos 15 de Caravaggio) y más de 1200 piezas de escultura.
En torno a 1600 Giustiniani se convirtió en patrón y protector de Caravaggio, adquiriendo alguna de sus obras, entre las que se encontraba el Amor vencedor, incorporado a la colección formada en el palacio que tenía frente a la iglesia de San Luis de los Franceses, donde residía junto a su hermano, el cardenal Benedetto. En el inventario hecho en 1638, fallecido ya Benedetto, la colección incluía también, entre otras obras de Caravaggio, La incredulidad de Santo Tomás, ante la que, según decía Joachim von Sandrart, «todos los demás cuadros parecen en comparación miniaturas», y la primera versión del San Mateo y el ángel, que tras haber sido rechazada por los responsables de la iglesia de San Luis de los Franceses podría haber sido adquirida por Benedetto, otro excelente coleccionista. El Amor vencedor en la colección Giustiniani se situaba como broche de la galería, colocado al final de ella y oculto por un paño verde, según atestigua Sandrart, no mostrándose a cualquiera.
Entre 1631 y 1637 un grupo de artistas trabajando en el propio Palazzo Giustiniani, entre ellos el citado Sandrart, François Duquesnoy, Charles Audran, Cornelis Bloemaert y otros, se encargaron de dibujar y abrir grabados de reproducción de las más importantes piezas arqueológicas presentes en la colección, formando un repertorio de estampas del que salió una primera edición hacia 1635 con el título Galleria Giustiniana del marchese Vincenzo Giustiniani.
La colección en sí se deshizo a principios del siglo XIX, cuando el rey de Prusia adquirió más de 160 pinturas, las más importantes de las cuales fueron destinadas a los museos de Berlín, en tanto las esculturas clásicas se encuentran en su mayor parte en los Museos Vaticanos y la Colección Torlonia de Roma.